# Courants politiques sous la Restauration
 (août 2012).
Cet article décrit le contexte politique et les partis politiques en présence sous la Restauration (1814-1830).

## Contexte et dynamique parlementaire
- Si vous ne connaissez pas le sujet, laissez ce bandeau (vous pouvez alors contacter les auteurs).
- Si vous supprimez le contenu mis en cause (vous pouvez préalablement contacter les auteurs),

argumentez précisément cette suppression dans la page de discussion
(un manque de référence n'est pas un argument ; une recherche réelle de référence doit avoir été effectuée, être formellement documentée).
La Chambre des députés de cette période oscille entre phases ultras et phases libérales, respectivement récessives et progressives.
Les opposants au régime monarchique sont quasi absents de la scène politique, du fait de la répression de la Terreur blanche.
Seuls des courants d'influence, des visions différentes de ce que doit être la Monarchie constitutionnelle française s'affrontent :
- Les (royalistes) ultras : ils souhaitent un retour à l'ancien Régime, tel avant-1789, voire à l'absolutisme : domination des nobles et « dévotion chrétienne des autres ». Ils sont anti-républicains, anti-démocrates, et prônent un pouvoir d'en Haut, par une élite noble affirmée comme éclairée. Ils tolèrent le vote censitaire.
- Les (royalistes) libéraux : ils prônent une évolution vers plus de liberté et d'ouverture. Ils souhaitent abaisser le cens pour favoriser la bourgeoisie dans son ensemble, au détriment de l'aristocratie. Les libéraux bénéficient de l'émergence, liée aux débuts de la révolution industrielle, d'une nouvelle élite bourgeoise qui bouleverse l'ordre aristocratique.

Tous demeurent unis dans leur peur -ou crainte- du Bas peuple, que Thiers désignera plus tard par le terme de vile multitude. Les vues politiques s'orientent vers un favoritisme de classe.
Les alternances politiques de la chambre sont dues à des abus de la tendance majoritaire à la chambre (entraînant une dissolution puis une inversion de la majorité) ou à des évènements critiques (par exemple l'assassinat du duc de Berry en 1820).
Les oppositions sont davantage le fait d'une lutte de pouvoir entre puissants (royauté contre députés), que celui d'une lutte entre tyrannie royale et nobles défenseurs des intérêts du peuple. Bien que les députés se prétendent défenseurs des intérêts du peuple, la plupart ont une crainte importante du bas peuple, des innovations sociales et même de simples mesures de l'élargissement du droit de vote. Face à ces représentants de la bourgeoisie, les Républicains, alors situés à l'extrême gauche, touchent le monde ouvrier qui se développe et s'enfonce dans la misère. Ils ne sont pas représentés, ni écoutés. Leurs manifestations sont réprimées ou détournées, provoquant tout au plus un renforcement du parlementarisme, ce qui ne signifie pas une évolution démocratique, seul le cens est élargi. La révolution semble être l'unique solution pour certains, comme Blanqui.

## Principaux partis de la Restauration

### Ladroite
Les ultra-royalistes (Conservateurs, voir absolutistes. Aristocrates)
- Ils trouvent la charte de 1814 trop révolutionnaire.
- Ils veulent le retour à la monarchie, le rétablissement des privilèges et un roi : Charles X.
- Les personnalités importantes sont : Louis de Bonald et François-René de Chateaubriand, pour les théoriciens; François Régis de La Bourdonnaye, le baron de Vitrolles, le comte de Villèle, Jacques-Joseph Corbière, le comte de Vaublanc pour les chefs parlementaires, et Jules de Polignac qui accède au pouvoir en 1829.
- Leurs journaux sont Le Conservateur, La Quotidienne et La Gazette de France.

### Lecentre droit
Les constitutionnels appelés doctrinaires. (Conservateurs libéraux. Bourgeois riches et instruits, juristes, hauts fonctionnaires de l’Empire, universitaires, ils craignent autant le triomphe de l’aristocratie que celui de la démocratie.)
- Ils acceptent la charte (parce qu’elle garantit les libertés individuelles et l’égalité civile devant La Loi et dresse un barrage devant les grandes masses prolétariennes, incapables selon eux, en raison de leur supposée ignorance, de prendre part à la gestion des affaires publiques courantes de l'État).
- Ils prônent le retour à une monarchie modérée et s'opposent aux ultras dans les premiers temps de la Restauration.
- Les personnalités importantes sont: Étienne-Denis Pasquier, Joseph-Henri-Joachim Lainé, Auguste Ravez, François Guizot.
- Leurs journaux sont La Revue française.

### Lecentre gauche
Les libéraux. (Partisans d'un libéralisme économique et social. Petite bourgeoisie, médecins et avocats, commerçants, hommes de loi et, dans les bourgs des campagnes, les acquéreurs de biens nationaux.)
- Ils veulent revoir la charte de 1814 afin de la rendre encore plus libérale sans toutefois accorder le suffrage universel.
- Ils rejettent les traités de 1815, le drapeau blanc et la prééminence retrouvée du clergé et de la noblesse.
- Les personnalités importantes sont Gilbert du Motier de La Fayette, Marc-René de Voyer d'Argneson,  Benjamin Constant, Odilon Barrot.
- Leurs journaux sont Le Courrier français, Le Censeur, La Minerve, Le Constitutionnel, Le Globe.

### Lagauche
Les Républicains. (Anciens jacobins et révolutionnaires, ils sont rejoints vers la fin de la Restauration par de nombreux étudiants.)
- Ils sont opposés à la charte de 1814 et au retour de la monarchie (qu'elle soit absolue ou constitutionnelle).
- Les personnalités importantes sont Dupont de l'Eure, Godefroi Cavaignac, Jules Bastide, Étienne Garnier-Pagès, Robin de Morhéry.
- Leurs journaux sont La Tribune des départements.